# Jan Udała
Jan Mieczysław Udała (ur. 7 września 1954 w Moryniu) – polski profesor nauk rolniczych w zakresie zootechnik o specjalności rozród zwierząt, nauczyciel akademicki Zachodniopomorskiego Uniwersytetu Technologicznego w Szczecinie

## Życiorys
W 1979 ukończył studia na Akademii Rolniczej w Szczecinie. Doktoryzował się w 1985 na macierzystej macierzystej. Stopień naukowy doktora habilitowanego uzyskał w 1994 na Wydziale Zootechnicznym AR w Szczecinie na podstawie pracy Wpływ naturalnego i sztucznego dnia świetlnego na wzrost oraz czynności rozrodcze tryków polskiej owcy długowełnistej. Tytuł naukowy profesora nauk rolniczych otrzymał 20 sierpnia 2001.
Zawodowo związany z Akademią Rolniczą w Szczecinie i od 2009 z Zachodniopomorskim Uniwersytetem Technologicznym w Szczecinie, na którym objął stanowisko profesora zwyczajnego. W latach 1996–1999 był prodziekanem, a w latach 1999–2002 i 2008–2016 – dziekanem Wydziału Biotechnologii i Hodowli Zwierząt. W kadencji 2002–2005 pełnił funkcję prorektora Akademii Rolniczej w Szczecinie. W latach 1997–2009 kierował Katedrą Rozrodu Zwierząt, a w 2010 został kierownikiem Katedry Biotechnologii Rozrodu Zwierząt i Higieny Środowiska.
Opublikował ponad 260 prac, wypromował pięciu doktorów. Należy do Polskiego Towarzystwa Zootechnicznego, Polskiego Towarzystwa Biologii Komórki, Szczecińskiego Towarzystwa Naukowego oraz Towarzystwa Biologii Rozrodu. Został członkiem Komitetu Nauk Weterynaryjnych i Biologii Rozrodu PAN oraz Komitetu Nauk Zootechnicznych i Akwakultury PAN. Wybrany do Centralnej Komisji do Spraw Stopni i Tytułów na kadencję 2017–2020.
W 2019 został członkiem Rady Doskonałości Naukowej I kadencji.
Odznaczony Złotym Krzyżem Zasługi (1999) i Medalem Komisji Edukacji Narodowej (2005).